# Roberto Alcaide
Roberto Alcaide García (Madrid, 22 de marzo de 1978) es un deportista español que compitió en ciclismo adaptado en las modalidades de pista y ruta. Ganó cuatro medallas en los Juegos Paralímpicos de Verano en los años 2004 y 2008.

## Palmarés internacional
| Juegos Paralímpicos | Juegos Paralímpicos | Juegos Paralímpicos | Juegos Paralímpicos        |
| Año                 | Lugar               | Medalla             | Prueba                     |
| ------------------- | ------------------- | ------------------- | -------------------------- |
| 2004                | Atenas (Grecia)     | Medalla de oro      | Persecución individual LC2 |
| 2008                | Pekín (China)       | Medalla de plata    | Persecución individual LC2 |

| Juegos Paralímpicos | Juegos Paralímpicos | Juegos Paralímpicos | Juegos Paralímpicos   |
| Año                 | Lugar               | Medalla             | Prueba                |
| ------------------- | ------------------- | ------------------- | --------------------- |
| 2004                | Atenas (Grecia)     | Medalla de plata    | Ruta/Contrarreloj LC2 |
| 2008                | Pekín (China)       | Medalla de bronce   | Contrarreloj LC2      |